# Карелијански бобтејл
Карелски бобтејл је раса мачака која је настала у региону језера Ладога у Републици Карелија, Русија.
Расу је први пут признала Светска федерација мачака 1994.
Карелијски бобтејли могу бити краткодлаки или дугодлаки. Дужина репа варира од 4 до 13 cm и има дужу длаку на репу него на телу. За разлику од сличних раса као што је курилски бобтејл, изглед репа је рецесиван. Све нијансе боје длаке осим цимета, чоколаде, браон и јоргована су прихватљиве. Карелијански бобтејл има меку поддлаку и сјајну и густу горњу длаку.